# Степанюк, Виктор Фёдорович
Ви́ктор Фёдорович Степаню́к (рум. Victor Stepaniuc; род. 13 июля 1958, с. Костешты, Яловенский район, Молдавская ССР) — молдавский политический деятель. Председатель Народно-социалистической партии Молдовы, бывший вице-премьер-министр Республики Молдова (2008–2009). Доктор исторических наук.

## Биография
Виктор Фёдорович Степанюк родился 13 июля 1958 года в городе селе Костешть Яловенского района Молдавской ССР.
Окончил факультет филологии и истории Государственного университета Молдовы.
В 1993 году — становится членом Партии коммунистов Республики Молдова.
В 1996 году становится депутатом парламента Республики Молдова по спискам Избирательного блока «Социалистическая партия и движение Унитате-Единство», позже переизбранным в 1998, 2001, 2005 и 2009 году по спискам Партии коммунистов Республики Молдова.
С 1998 по 2001 год — вице-председатель парламентской фракции ПКРМ.
С 2001 по 2005 год — председатель парламентской фракции ПКРМ.
В 2008 году, указом президента Владимира Воронина, был назначен на пост вице-премьер-министра Республики Молдова в правительстве Василия Тарлева. Сохранил пост министра в правительстве Зинаиды Гречаной.
В феврале 2010 года Виктор Степанюк, Владимир Цуркан, Людмила Бельченкова и Валентин Гузнак покинули фракцию ПКРМ в парламенте Республики Молдова и вступили в партию «Moldova Unită — Единая Молдова». Позднее Виктор Степанюк покинул партию.
На парламентских выборах 2010 года Виктор Степанюк выставил свою кандидатуру на пост депутата парламента, однако набрал 0,06 % голосов и не преодолел представительский барьер в 2 %.
29 октября 2011 года, в Кишинёве состоялся съезд новой политической партии: Народно-социалистической партии Молдовы. Виктор Степанюк был избран председателем НСПМ.

## Семья
Виктор Степанюк женат, имеет троих детей.

## Воинское звание
Виктор Степанюк является подполковником в запасе.